# 八綱田

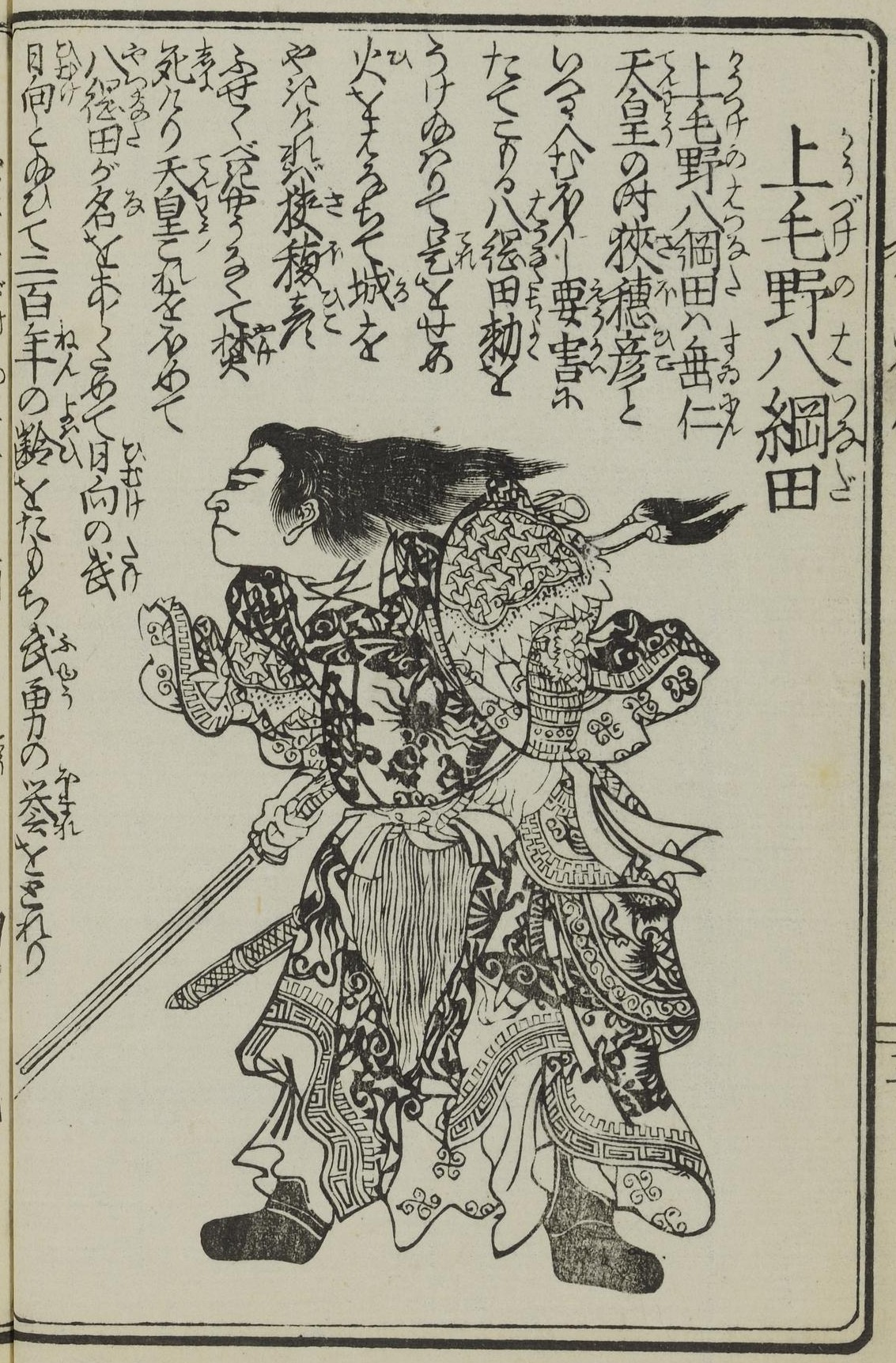
歌川国芳『日本百将伝』より八綱田の想像図

八綱田（やつなた）は、『日本書紀』等に伝わる古代日本の皇族（王族）。
豊城入彦命（崇神天皇皇子）の子で、上毛野君の遠祖。『日本書紀』では「八綱田」「倭日向武日向彦八綱田（やまとひむかたけひむかひこやつなた）」、他文献では「八綱多命」等とも表記される。

## 記録
『日本書紀』には「上毛野君遠祖」とあるのみで系譜の記載はないが、『新撰姓氏録』によると豊城入彦命（崇神天皇皇子）の子であるという。
『日本書紀』垂仁天皇5年10月条によると、八綱田は狭穂彦王の反乱の際に将軍に任じられ、狭穂彦王の築いた稲城の攻撃を命じられた。八綱田は稲城に火をかけて焼き払い、狭穂彦王を自殺に追い込んだ。この功により「倭日向武日向彦八綱田」の号が授けられたという。

## 後裔氏族
『新撰姓氏録』では、次の氏族が後裔として記載されている。
- 皇別
  - 和泉国 登美首 - 豊城入彦命男の倭日向建日向八綱田命の後。
  - 和泉国 軽部 - 倭日向建日向八綱田命の後。雄略天皇御世、加里の郷を献上し軽部君の姓を賜った。
- 未定雑姓
  - 摂津国 我孫 - 豊城入彦命男の八綱多命の後。
  - 和泉国 我孫公 - 豊城入彦命男の倭日向建日向八綱田命の後。